# Maciej Grądzki
Maciej Grądzki herbu Łada – sędzia ziemski wiski w 1663 roku, podczaszy wiski w 1658 roku, podstarości wiski w 1636 roku.
Poseł sejmiku wizneńskiego na sejm 1662, 1665, sejm nadzwyczajny 1668 roku. Poseł sejmiku wiskiego ziemi wiskiej na sejm wiosenny 1666 roku.
Dziedzic Kubry, miał synów: Tomasza, Wawrzyńca, Sebastiana i Piotra.